# Charles-François de Loets de Trixhe
Charles François Ambroise de Loets de Trixhe (Luik, 23 november 1778 - 17 januari 1865) was een Zuid-Nederlands edelman.

## Geschiedenis
Jean Woot de Trixhe (†1545) ligt aan de oorsprong van verschillende families:
- de Woot de Trixhe,
- Woot de Tinlot,
- de Loets de Trixhe.

De eerste Loets de Trixhe (1619-1675) was een achter-achterkleinzoon van Jean Woot. Oorspronkelijk heette hij de Trixhe en was zijn moeder een Loets. Hij werd geadopteerd door zijn grootvader aan moederszijde, op voorwaarde ook de naam Loets aan te nemen, wat hij deed. 
Zijn kleinzoon, Charles de Loets de Trixhe (†1759), was de eerste van deze stam die in de adel werd verheven. Dit gebeurde in 1755 toen hij door graaf François-Antoine de Zeyll, samen met zijn broer Pierre-Ambroise de Loets de Trixhe (vrijgezel gebleven) in de erfelijke adel werd opgenomen met de titel ridder van het Heilig Roomse Rijk.

## Levensloop
Charles François Ambroise de Loets de Trixhe was een kleinzoon van Charles de Loets de Trixhe (voornoemd). Hij was een zoon van Pierre-Ambroise Loets de Trixhe (burgemeester van Luik) en van Marie-Catherine de Wampe.
Hij trouwde in 1812 met Marie-Catherine de Sauvage-Vercour (1788-1868). Hij werd maire van Tavier.
Onder het Verenigd Koninkrijk der Nederlanden werd hij in 1822 in de erfelijke adel opgenomen, met de titel ridder, overdraagbaar bij eerstgeboorte.
Het echtpaar had drie dochters, die adellijk trouwden. Bij gebrek aan naamdragers doofde de familie uit in 1865 en stierf de laatste naamdraagster in 1890.